# Rotheca bukobensis
Rotheca bukobensis là một loài thực vật có hoa trong họ Hoa môi. Loài này được (Gürke) Verdc. mô tả khoa học đầu tiên năm 2000.